# Schwarzach im Pongau
Schwarzach im Pongau (in austro-bavarese Schwoschzach im Pongau) è un comune austriaco di 3 498 abitanti nel distretto di Sankt Johann im Pongau, nel Salisburghese; ha lo status di comune mercato (Marktgemeinde). È stato istituito nel 1906 per scorporo dal comune di Sankt Veit im Pongau. È uno dei capolinea della Ferrovia dei Tauri.

## Monumenti e luoghi d'interesse
- Castello di Schernberg